# PSIM
PSIM ist eine Schaltkreissimulationssoftware, die speziell für die Bereiche Leistungselektronik und Elektroantriebe entwickelt wurde. PSIM wurde von Powersim Inc. entwickelt. Als Grundlage für den Simulationsalgorithmus dienen das Knotenpotentialverfahren und die Integration nach der Trapezregel. PSIM bietet eine Schnittstelle zur Schaltplanerfassung und einen Wellenformbetrachter Simview. PSIM verfügt über mehrere Module, die seine Funktionalität auf spezielle Bereiche der Schaltungssimulation und des Designs erweitern, darunter: Kontrolltheorie, Elektromotor, Photovoltaik und Windkraftanlagen. PSIM wird von der Industrie für Forschung und Produktentwicklung und von Bildungseinrichtungen für Forschung und Lehre eingesetzt.

## Module
PSIM verfügt über verschiedene Zusatzmodule. Die vollständige Liste und deren Beschreibungen befindet sich auf der Powersim-Website. Es gibt Module, die die Simulation von Motorantrieben, die digitale Regelung und die Berechnung von thermischen Verlusten (Schalt- und Durchlassverlusten) ermöglichen. Es gibt ein Modul für erneuerbare Energien, das die Simulation von Photovoltaik (einschließlich Temperatureffekten), Batterien, Superkondensatoren und Windkraftanlagen ermöglicht. Zusätzlich gibt es mehrere Module, die eine Co-Simulation mit anderen Plattformen ermöglichen, um VHDL oder Verilog-Code zu verifizieren oder mit einem FEM-Programm zu co-simulieren. Die Programme, mit denen Co-Simulationen durchgeführt werden können, sind JMAG, Simulink, ModelSim.
PSIM unterstützt die automatische C-Code-Generierung mit dem SimCoder-Modul und gibt C-Code aus, der mit den digitalen Gleitkommazahl- und Festkommazahl-Signalprozessoren F2833x und F2803x aus der C2000-Serie von Texas Instruments verwendet werden kann. Seit der Version 10.0.4 werden die MCUs der Kinetis-V-Serie von Freescale Semiconductor unterstützt.
Darüber hinaus kann die PSIM-Prozessor-In-Loop-Simulation (das PIL-Modul) eine PSIM-Simulation mit Code steuern, der auf einem Texas-Instruments-DSP oder einer MCU ausgeführt wird.

## Vergleich mit SPICE
PSIM hat aufgrund der Verwendung des idealen Schalters eine wesentlich höhere Simulationsgeschwindigkeit als SPICE-basierte Simulatoren. Mit den zusätzlichen Digital- und SimCoupler-Modulen kann fast jede Art von Logikalgorithmen simuliert werden. Da PSIM ideale Schalter verwendet, spiegeln die simulierten Wellenformen dies wider, wodurch PSIM eher für Studien auf Systemebene als für Studien von Schaltübergängen geeignet ist. Außerdem verfügt PSIM im Vergleich zu anderen Simulatoren über eine vereinfachte und damit intuitivere Schnittstelle.
MOSFET und Dioden Modelle der Stufe 2 wurden in der Version 10 hinzugefügt. Diese Modelle ermöglichen die Simulation des Schalterübergangs, der Reverse-Recovery-Effekte und der Gate-Treiberschaltung. Ein Vergleich mit einem PSIM- & SPICE-Modell desselben Bauteils zeigte ähnliche resultierende Wellenformen mit einer vergleichbaren Simulationsgeschwindigkeit bei identischen Betriebsbedingungen. PowerSim hat sich auch mit CoolCAD Electronics zusammengeschlossen und CoolSPICE, ein SPICE-basiertes Werkzeug für die Modellierung und den Entwurf integrierter Schaltungen, als Zusatzoption für das PSIM-Softwarepaket hinzugefügt. Der Vorteil ist, dass PSIM nun die Flexibilität hat, SPICE-basierte Modelle und Netzlisten ausführen zu können.

## Lizenzierung
Für PSIM gibt es verschiedene Lizenzierungsoptionen für Unternehmen, Forschungsinstitute und Hochschulen. Es wird dabei zwischen Miet- und Kauflizenzen unterschieden. Zum Testen, gibt eine kostenlose Demoversion mit eingeschränkten Funktionalitäten und eine Testversion (Trial). Die Testversion (Trial) hat keine Limitierungen, ist dafür auf bis zu 30 Tagen begrenzt.